# Aufbau-Verlag
Aufbau est une maison d'édition allemande fondée en 1945 à Berlin.
Wolfgang Trampe y a travaillé.

## Publications
- Weimarer Beiträge
- Les morts restent jeunes d'Anna Seghers